# 第15裝甲師 (德國國防軍)
第15裝甲師（德語：15.Panzer-Division）是二戰期間德國國防軍陸軍的一個裝甲師，成立於1940年。
該師由第33步兵師組成，從1941年到1943年只在北非作戰，最終於1943年5月在突尼斯向盟军投降后建制取消。